# Schizoporellidae
Famille
Schizoporellidae est une famille d'ectoproctes de l'ordre Cheilostomatida.

## Liste des genres
Selon World Register of Marine Species (18 mars 2016) :
- genre Fovoporella Gordon, 2014
- genre Schizobrachiella Canu & Bassler, 1920
- genre Schizoporella Hincks, 1877
- genre Stylopoma Levinsen, 1909